# Kaitajärvi (sjö i Finland, Lappland, lat 66,97, long 24,20)
Kaitajärvi är en sjö i Finland. Den ligger i kommunen Pello i landskapet Lappland, i den norra delen av landet, 800 km norr om huvudstaden Helsingfors. Kaitajärvi ligger 154,5 meter över havet. Arean är 3,3 hektar och strandlinjen är 1,27 kilometer lång. Sjön  ingår i Torne älvs huvudavrinningsområde. 